# Марбург
Марбург (њем. Marburg) општина је у њемачкој савезној држави Хесен. Једно је од 22 општинска средишта округа Марбург-Биденкопф. Према процјени из 2010. у општини је живјело 79.836 становника.
Марбург је исто тако један од највећих Универзитета у Немачкој где се док студије трају(семестар)долази велики број студената(још 40.000) па тако Марбург за време семестра има 120.000 становника. Где велики број студената и не нађу смештај у граду јер нема слободних соба нити станова.
У Марбургу велики број становништва чине народ бившег Совјетског Савеза пореклом Немци чији су током Другог светског рата бежећи од инвазије и напада на Хитлера побегло у бивше Совјетске земле где се свакодневно појавлују нови захтеви за немачко држављанство.

## Историја
Марбург је био познат по најстаријем протестантском универзитету, који је основан 1527. године.
Основао га је Филип I, гроф Хесена, који је током 1529. у Марбургу покушао да помири две струје протестантизма. Организовао је у Марбургу састанак Мартина Лутера и Улриха Цвинглија, али они нису успели да се у потпуности усагласе. Браћа Грим су у Марбургу скупљала идеје за своје бајке, а једна од зграда у Марбургу била је инспирација за Рапунцела. Током Аустријско-прускога рата 1866. кнез Хесена је подржавао Аустрију, па су након аустријскога пораза Хесен и Марбург припојени Пруској. Марбург је поново добио на важности, пошто је тада постао важћнији административни центар Хесена, а универзитет је постао регионални универзитетски центар.

## Географски и демографски подаци
Марбург се налази у савезној држави Хесен у округу Марбург-Биденкопф.
Марбург се налази између Касела и Франкфурта(на Мајни). Од кога је Франкфурт удален 90 км а Касел 95 km.
Општина се налази на надморској висини од 173–412 метара. Површина општине износи 123,9 km². У самом мјесту је, према процјени из 2010. године, живјело 79.836 становника. Просјечна густина становништва износи 644 становника/km². Посједује регионалну шифру (AGS) 6534014.

## Међународна сарадња
| Мјесто      | Држава               | Врста сарадње | Од    |
| ----------- | -------------------- | ------------- | ----- |
| Сибињ       | Румунија             | контакт       | 2002. |
| Сфакс       | Тунис                | партнерство   | 1970. |
| Марибор     | Словенија            | партнерство   | 1969. |
| Нортхемптон | Уједињено Краљевство | партнерство   | 1992. |
| Поатје      | Француска            | партнерство   | 1961. |
| Извор       |                      |               |       |